# Iliana Iwanowa

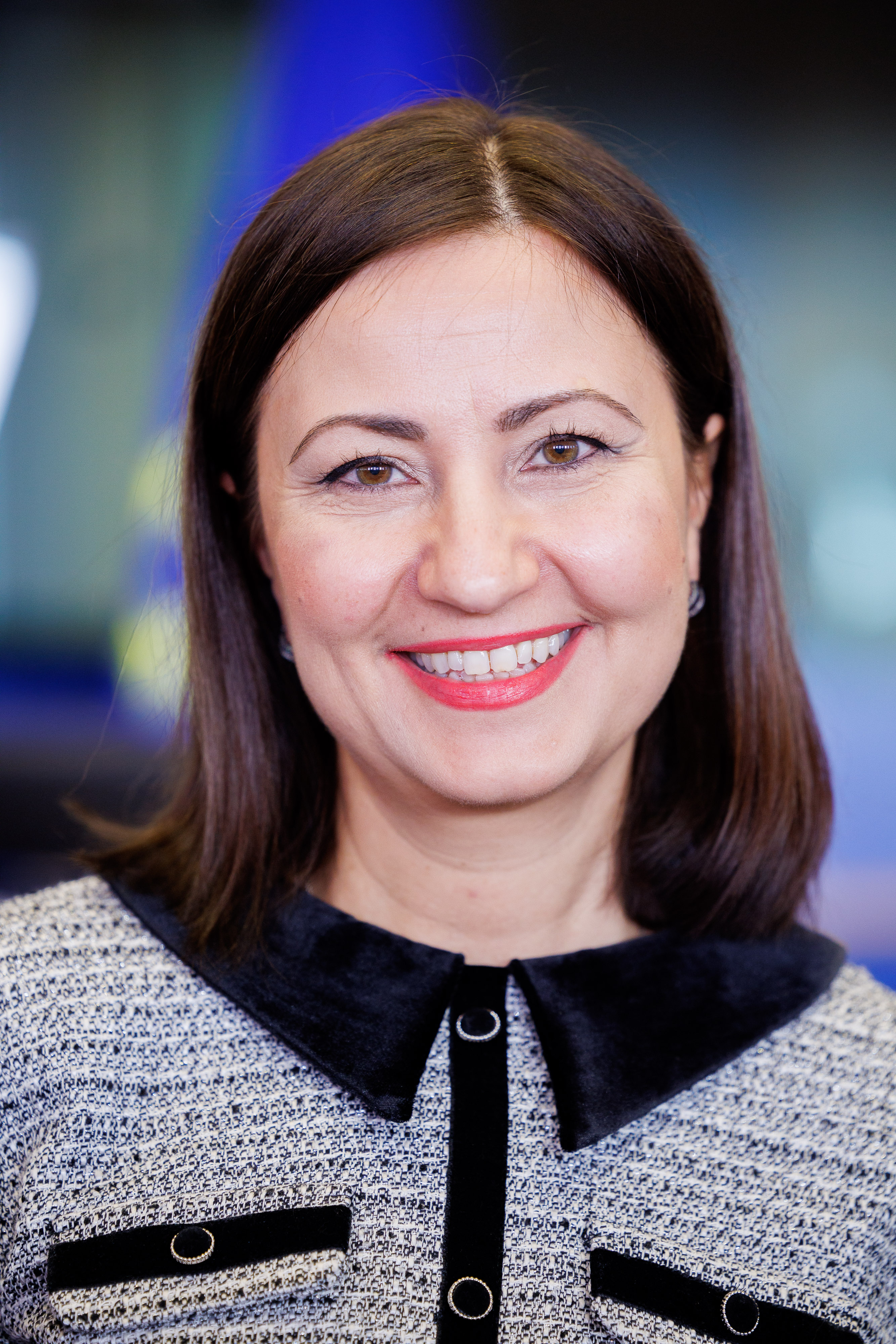
Iliana Iwanowa (2023)

Iliana Naidenowa Iwanowa (bulgarisch Илиана Найденова Иванова, englisch Iliana Naidenova Ivanova; * 14. September 1975 in Stara Sagora) ist eine bulgarische Politikerin und Betriebswirtin. Von 2023 bis 2024 war sie EU-Kommissarin für Innovation und Jugend. Zuvor war sie von 2013 bis 2023 Mitglied des Europäischen Rechnungshofes und von 2009 bis 2012 Mitglied des Europäischen Parlaments. 

## Leben und Karriere
Iliana Iwanowa beendete ihre schulische Ausbildung in ihrer Heimatstadt am Fremdsprachengymnasium „Romain Rolland“, wo sie Französisch und Englisch studierte. 1998 absolviert sie den Bachelor-Studiengang Internationale Wirtschaftsbeziehungen an der Wirtschaftsuniversität in Varna. In 2004 hat Iliana Iwanowa ihre Masterarbeit in Internationale Finanzen an der Thunderbird School of Global Management in Arizona, USA verteidigt.
Iwanowa hat vielfältige Expertise gesammelt, indem sie an amerikanischen Finanz- und Bankinstituten gearbeitet hat. Davor hat Iliana Iwanowa als Koordinatorin für Internationale Finanzinstitute im Bulgarischen Ministerium für Landwirtschaft und Ernährung gearbeitet.
Iwanowa war Mitglied im Gemeinderat von der Liste der Partei GERB in der Gemeinde Sofia (Mandat 2007–2011). Sie war von 2009 bis 2012 Abgeordnete des Europäischen Parlaments. Während ihres Mandats im Europäischen Parlament war sie stellvertretende Vorsitzende des Ausschusses für Haushaltskontrolle, stellvertretende Vorsitzende des Sonderausschusses für die wirtschaftliche, finanzielle und soziale Krise, stellvertretende Vorsitzende der Delegation des Europäischen Parlaments für die Beziehungen zur Volksrepublik China, Mitglied des Ausschusses für Binnenmarkt und Verbraucherschutz, stellvertretender Mitglied des Wirtschafts- und Währungsausschusses.
Ab dem 1. Januar 2013 war Iwanowa Mitglied des Europäischen Rechnungshofes in Luxemburg. Am 21. September 2016 wurde sie als Doyen von Kammer II gewählt, verantwortlich für die Prüfung der Strukturpolitiken sowie für die Transport- und Energieausgaben.
Von Kommissionspräsidentin Ursula von der Leyen wurde Iwanowa Mitte 2023 als Nachfolgerin von Marija Gabriel als EU-Kommissarin der Kommission von der Leyen I für Innovation, Forschung, Kultur, Bildung und Jugend vorgeschlagen. Am 12. September 2023 stimmte das EU-Parlament mit 522 gegen 27 Stimmen (51 Enthaltungen) für ihre Ernennung als neue EU-Kommissarin. Am 19. September 2023 trat sie das Amt schließlich an. Sie amtierte bis zum 30. November 2024.
Iwanowa spricht neben ihrer Muttersprache auch Englisch, Französisch, Deutsch und Russisch.

## Mitgliedschaften
Iliana Iwanowa ist Mitglied der International Honor Society Beta Gamma Sigma.